# Relevo da Alemanha

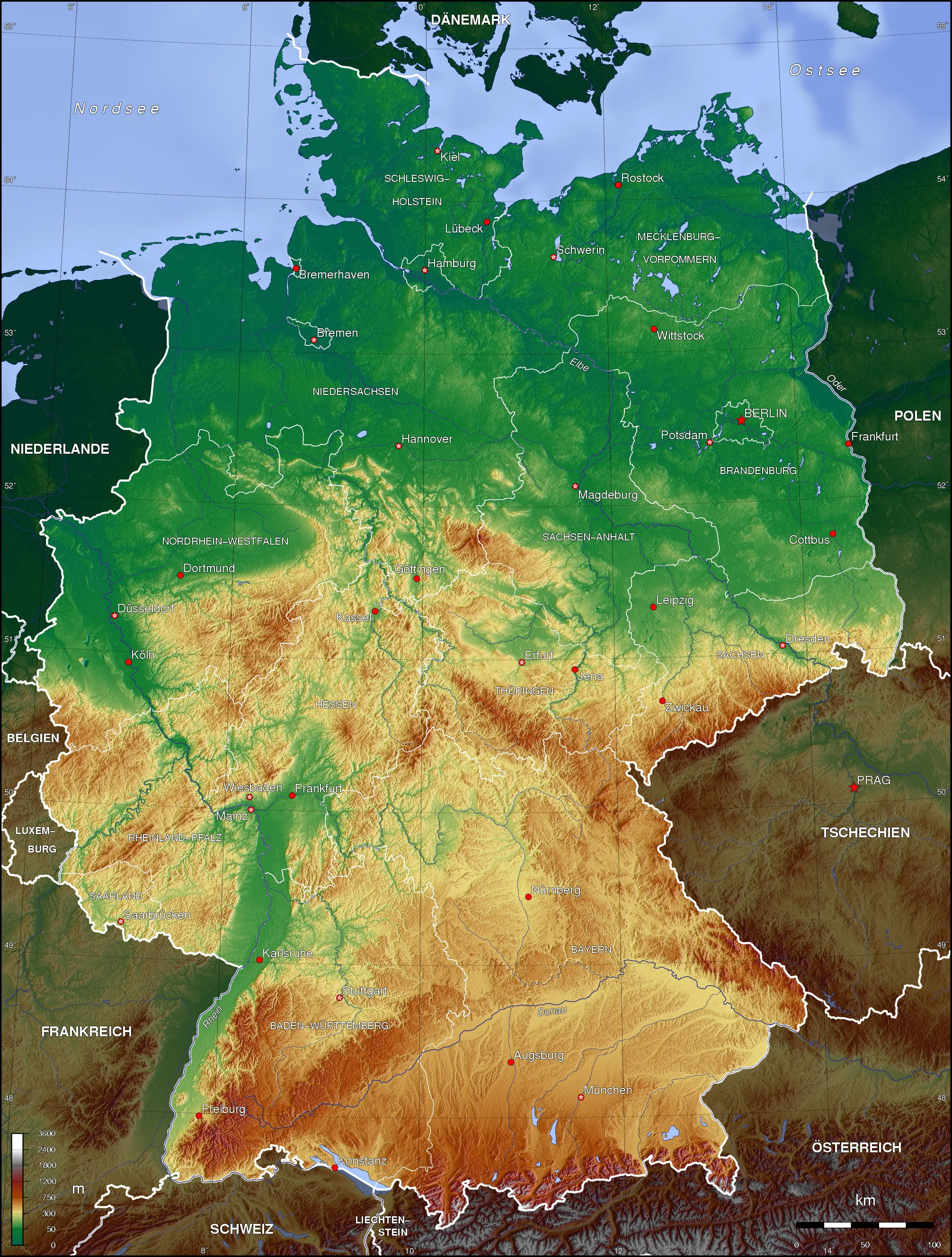
Mapa topográfico da Alemanha

O Relevo da Alemanha é tão variado quanto sua rica história e cultura. Localizada no coração da Europa, esta nação fascinante abriga uma paisagem diversificada, que vai desde planícies ondulantes até picos montanhosos majestosos. Ao explorar o relevo alemão, é possível mergulhar em uma jornada geográfica que revela as complexidades e belezas naturais deste país.

#### Planícies e Vales
Começando com as vastas planícies do norte, a Alemanha oferece um cenário de terraços agrícolas, cortados por rios sinuosos. A região da Baixa Saxônia e a Planície Norte-Alemã são caracterizadas por suas terras férteis, ideais para a agricultura. A Bacia do Rio Elba e do Rio Weser proporcionam uma paisagem pitoresca, pontuada por cidades históricas e vilarejos encantadores.
Avançando para o sul, encontramos o Rio Reno, que atravessa o coração da Alemanha, criando vales exuberantes e vinhas pitorescas nas regiões de Renânia-Palatinado e Renânia do Norte-Vestfália. Essas planícies e vales não apenas desempenham um papel vital na agricultura e na economia, mas também oferecem um cenário de beleza natural deslumbrante para os visitantes.

#### Montanhas e Colinas
A Alemanha também é abençoada com uma série de cadeias montanhosas que adornam suas fronteiras. No sul, os Alpes Bávaros se erguem majestosamente, oferecendo algumas das paisagens mais espetaculares do país. O Zugspitze, o pico mais alto da Alemanha, com mais de 2.900 metros de altura, atrai alpinistas e entusiastas de esportes de inverno de todo o mundo.
Além dos Alpes, as Montanhas da Floresta Negra, na região de Baden-Württemberg, encantam com suas densas florestas, lagos cristalinos e vilarejos encantadores de estilo enxaimel. A Serra de Harz, no centro da Alemanha, é outra cadeia montanhosa notável, conhecida por suas lendas folclóricas e picos escarpados.

#### A Integração do Relevo na Cultura e Sociedade Alemãs
O relevo da Alemanha desempenha um papel fundamental na identidade cultural e na vida cotidiana dos seus habitantes. As regiões montanhosas oferecem oportunidades para atividades ao ar livre, como caminhadas, esqui e alpinismo, que são apreciadas por alemães e turistas de todo o mundo.
Além disso, o relevo influencia a distribuição da população e as atividades econômicas em todo o país. As planícies do norte são densamente povoadas e dominadas pela agricultura e indústrias relacionadas. Enquanto isso, as regiões montanhosas muitas vezes têm populações mais dispersas, com uma economia centrada no turismo, silvicultura e atividades relacionadas à montanha.
Assim, o relevo da Alemanha é uma tapeçaria complexa de planícies suaves, vales verdejantes e picos imponentes. Essa diversidade geográfica não apenas moldou a paisagem física do país, mas também influenciou sua cultura, economia e sociedade. Ao explorar o relevo da Alemanha, os visitantes são levados a uma jornada através de uma das nações mais fascinantes e pitorescas da Europa.